# Council Grove
Council Grove è un comune degli Stati Uniti d'America, situato nello Stato del Kansas, nella contea di Morris, della quale è il capoluogo.